# Musée régional de Janów Lubelski
 (février 2021).
Le contenu est difficilement compréhensible vu les erreurs de traduction, qui sont peut-être dues à l'utilisation d'un logiciel de traduction automatique.
Le musée régional de Janów Lubelski est l’unique musée de thématique régionale à Janów Lubelski. Actuellement son siège, c’est le bâtiment de l’ancienne prison à Janów Lubelski construit entre 1825 et 1826, aujourd’hui il est en train de la rénovation. Depuis 2013, on l’organise les expositions temporaires dans les salles partiellement rénovées. Le siège provisoire du musée pour la direction et la salle d’expositions temporaires se trouve dans le bâtiment du Maison de l’Enseignant sur la rue Ogrodowa 16.
Le musée a été inauguré le 1er janvier 1986. Pendant les premières 10 ans, le musée a fonctionné comme le Musée de l’Acte Armé (pol. Muzeum Czynu Zbrojnego) à Janów Lubelski – la filiale du musée régional à Sandomierz. Depuis 1996, il fonctionne sous le nom du Musée Régional comme l’institution autonome soumise aux autorités locales.

## Recueil d’objets exposés
L’activité principale du musée, c’est de recueillir les objets exposés et de les mettre à disposition au public. Parmi ces objets, on peut trouver entre autres les collections concernant l’archéologie et l’histoire de la région, ses tradition, culture et art. Le musée les recueille par l’achat, le transfert ou la donation. De plus, il fait les requêtes dans les autres musées, les archives et les bibliothèques. Le musée met ses collections à disposition gratuitement à un usage scientifique. Les personnes faisant les recherches sur le sujet de l’histoire ou de l’ethnographie du district de Janów peuvent aussi en profiter. 
Environ 50 personnes consulte les matériaux du musée chaque année. Souvent, ce sont les personnes travaillant dans les maisons d’éditions ou dans les rédactions des revues (par exemple la revue Janowskie Korzenie).

## Expositions
Le musée rend ses collections propres accessibles au public aussi par l’organisation des expositions. On organise les expositions permanentes et temporaires, liées aux domaines particulières. Ce qui est aussi important, c’est la coopération avec les autres musées, les bibliothèques ou les autres institutions de ce type. Comme l’exemple, on peut citer l’Académie polonaise des sciences, l’Institut de la mémoire nationale, National Geographic Polska, le Musée National de l’Ethnographie à Varsovie ou le Musée national de Varsovie.

## Recherches scientifiques
Le Musée Régional à Janów Lubelski fait les recherches dans le district de Janów pour acquérir les objets archéologiques, historiques ou ethnographiques. Il fait aussi les requêtes dans les musées d’archives ou chez les personnes privées pour recueillir les informations sur l’histoire et la culture de la région de Janów, et de plus, aux fins de la documentation et l’archivage de ces matériaux.
En plus, l’activité scientifique du musée se manifeste dans l’organisation des camps scientifiques pour les élèves de la Faculté des Études Culturelles de l’Université Marie Curie-Skłodowska à Lublin. 

## Maisons d’édition
Le musée fait les publications des catalogues d’information concernant les expositions organisées. De plus, il est coéditeur ou éditeur des livres. Comme des exemples, on peut mentionner:
- Janów Lubelski 1640–2000, sous la direction de Zenon Baranowski, Barbara Nazarewicz, Józef Łukasiewicz, Sandomierz: Wydawnictwo Diecezjalne, 2000, 302 ss.
- Zenon Baranowski, Rys historyczny miejscowości powiatu janowskiego, Lublin, Stalowa Wola: „Sztafeta”, 2001. 171 ss.
- Janowskie Gimnazjum i liceum w oczach wychowanków (1993, l’ouvrage collectif, 59 pages).
- Łążek garncarski (1995, Barbara Nazarewicz).
- Janowskie Korzenie.

## Activité de l’éducation
Le musée organise les programmes éducatifs en collaboration avec les écoles du district de Janów. Il fait les séminaires concernant ses expositions. En plus, il organise les ateliers pour les enfants et les adolescents afin de maintenir les traditions locales, telles que la poterie ou la sparterie. Le musée coorganise aussi plusieurs événements culturels dans la ville, par exemple Festiwal kaszy ou Jarmark Janowski.